# North Kingstown
North Kingstown – miasto w Stanach Zjednoczonych, w stanie Rhode Island, w hrabstwie Washington.